# Wilhelm Knop
Pour les articles homonymes, voir Knop.
Johann August Ludwig Wilhelm Knop, né le 28 juin 1817 à Altenau, Royaume de Hanovre et mort le 28 janvier 1891 à Leipzig, Royaume de Saxe) est un chimiste allemand.

## Biographie
Wilhelm Knop étudie les sciences à l'université de Göttingen et à l'université de Heidelberg. De 1847 à 1856 il enseigne la mécanique et les sciences naturelles à l'école de commerce de Leipzig. En 1853, il est reçu docteur avec une thèse sur la physiologie des plantes aquatiques à l'université de Leipzig, où il travaille à partir de 1861 comme professeur adjoint et à partir de 1880 comme professeur de chimie agricole. De 1856 à 1866, il est également chef du département scientifique de la station expérimentale agricole de Möckern situé à proximité de Leipzig.
Ses activités de recherche sont centrés autour des domaines de la physiologie végétale et des engrais. Grâce à ses expériences pionnières de culture de plantes dans des solutions nutritives, Knop est considéré comme l'un des fondateurs de l'hydroponie.